# Завалійки
Завалі́йки — село в Україні, у Війтовецькій селищній  громаді Хмельницького району Хмельницької області. Населення становить 921 особу.

## Географія
Селом протікає річка Бовенець.

## Історія

### Час заснування
За офіційною версією сільської ради, село засноване у XIV ст. Звідки взялося це ствердження, невідомо. Ніяких посилань на історичні документи чи інші джерела немає. Була зроблена спроба спростувати чи підтвердити цю версію математичним шляхом. Кобельником А. І., топографом за фахом, було обміряне старе кладовище та захоронення за останні сто років на обох нових. Усвідомлюючи утопічність цих розрахунків, ми вводили різні коефіцієнти (221 односелець загинув на полях другої світової війни, під питанням громадянська та перша світова війна, щільність та можливість захоронень в декілька шарів). Таким чином, найдавніша дата заснування села — 1529 р., але це на два століття пізніше за офіційну версію. Друга спроба графічна виявилася умовно вдалішою. Знаючи кількість будинків в селах Завалійки та Курники в 1629 та у 1880 роках, ми побудували графік, який підтвердив наші перші розрахунки, час заснування перша половина XVI ст. Але ми знаємо, що в 1629 році польське податкове відомство рахувало тільки будинки з димарями (податкові будинки), а якщо припустити, що в селах кожна друга будівля (якщо не більше) була без димаря, то час заснування переноситься на кінець XIV ст., що не суперечить історичній довідці сільської ради. Усвідомлюючи, що село не розбудовувалося прямолінійно, графік має тільки уявно візуальне значення.
Також, напевне, ми вже ніколи не дізнаємося хто був засновником та першим власником села Завалійки, але можна припустити, що одними з перших господарів були князі Збаразькі, оскільки, як зазначено в Подільському акті князів Збаразьких від 9 липня 1463 р., село Волочище (перша письмова згадка по місто Волочиськ) та навколишні села належали волинському магнатові, князеві Василю Федоровичу Несвицькому, князю Збаразькому, після смерті якого вони за подільчим актом перейшли у володіння до його сина Семена Збаразького.
Перша письмова згадка про село датується 1629-м роком у звіті польського податкового відомства. В ньому зазначається, що до Волочиської волості входили наступні населені пункти: містечко Волочиськ — 198 димів (податних дворів), Завалійки та Курники — 70 димів, Супранівка — 19, Головчинці — 18, Поляни — 16, Немиринці — 14, Федірки — 14, Канівка — 14, Морозівка — 14, Старе Місто — 10, Мислова — 8. Всього 409 димів в 15 поселеннях. Із книги О. І. Барановича « Залюднення Волинського воєводства в першій половині XVII ст.» Київ. 1930 р.
Як ми бачимо, Завалійки та Курники вже тоді майже нероздільні та є найбільшими поселеннями волості.
Статті про Завалійки та Курники в «Польському географічному словнику» у 15 томах — Варшава 1880 р.: Zawalisjki — т. 14 ст. 484; Kurniki — т. 4 ст. 925.
Орієнтовний переклад українською: « Завалійки — село на річці Медведівці, притоці Збруча, Проскурівського повіту Сарнівської волості. Окружна поліція та суд — у Сатанові (за 22 версти), найближча залізнична станція — Війтівці (у 12 верстах), віддалене від Проскурова на 52 версти. Має 189 дворів, 1183 мешканці, 872 десятини волосної землі, 749 десятин присадибної, 33 — церковної. Є церква св. Михайла, зведена в 1762 р., до якої належать 1017 парафіян. Католицький костел в ім'я Покрови Матері Божої з каменю збудований у 1810 році шляхтичами Братковськими Католицька парафія належить до Проскурівського деканату, має 3011 вірних в селах Завалійки, Зелена, Криштоповка, Кривачинці, Курники, Куровечка, Петриківці і Трительники. Окремі каплиці — в Кривачинцях та Зеленій. Село безлісе, ґрунти кам'янисті. Належало родині Братковських, пізніше продане селянам.»
Курники — село Проскурівського повіту над річкою Медведівкою, Сарнівської волості, належить до парафії у Завалійках. Має 136 дворів, 708 мешканців (серед них 70 однодворців), 660 десятин селянської землі, Присадибні землі належать Лещинським — 404. десятини, Комарам — 209 десятин, Топольницьким — 45 десятин (в російській імперії існувало два види десятини: казенна — 1,09 га та господарча — 1.45 га.). Місцевість безліса. Залягає вапняк." Як ми бачимо, у польському документі назва річки Бовванець зазначається як Медведівка, скоріше за все, назва походить від села Медведівка, яке розташоване вгору за течією.
«Праці Подільського єпархіального Історико — статистичного комітету», випуск 9. Під редакцією Ю. Й. Сіцінського, «Приходи та церкви Подільської єпархії» — Кам'янець — Подільський, 1901 р.
Переклад з російської: "Село Завалійки та приписаний до нього д. (не відомо, що мають на увазі від
скороченням «д.», дим, двір чи російською — «дом», «деревня») Курники — розташовані на кордоні Волинської губернії в 7 верстах від австрійського кордону.
Є два великих ставки, що утворилися від безіменної річки, притоки Збруча. Найближча залізнична станція, Війтівці, у 7 верстах. Кліматичні умови місцевості
сприятливі, попри заболочену місцевість, ґрунти чорноземні, православних мешканців у приході 807 чоловіків та 771 жінка, крім того в приході
проживає багато католиків — 451 чоловік та 428 жінок. Народонаселення приходу займається виключно землеробством.
Храм в ім'я святого архистратига Михайла збудований у 1762 році; Кам'яний, з дзвіницею, збудованою окремо. У 1876 установлений новий іконостас. Церковної землі: садибної одна десятина 1560 сажнів та орної 33 десятини. Є причтові приміщення. Церковно — приходська школа в Завалійках працює з 1838 р. та
розміщується у власній будівлі. В Курниках школа грамоти відкрита у 1894 р., розміщується в найманому приміщенні. У приході існує костел, побудований у 1810 р. поміщиками Братковськими на честь провидіння Господнього.
Спочатку костел не був самостійним, а рахувався родинною каплицею в маєтку зазначеного пана, та приписаний до Тарнарудського костелу. У 1850 р. костел став самостійним та мав прихожан 3046 людей обох статей.

### Версії щодо походження назви
У ранньому середньовіччі корінником називали вулик з кори дуба. Села, що виникали біля таких пасік, інколи діставали назву Корінники, яка поступово в народній мові набула спрощеної вимови — Курники. Згадка про виникнення цих сіл на місці пасік збереглася до наших днів у переказах старожилів про те, що їх прадіди були пасічниками.
Назву «Завалійки» можна вивести із сполучення «за валом». Жителі, ймовірно, спочатку селилися за оборонними земляними укріпленнями та частоколом
(За книгою «Волочиський край» І. Б. Чорної — Хмельницький, 2008. — 64 ст.)
Офіційна версія Завалійківської сільської ради
За словами старожилів, назва села Курники походить від назви панських будівель для курей — курників, які були розміщенні біля ставка, що знаходився на території села. Очевидно, першими жителями села були люди, які доглядали панську птицю.
Назва села Завалійки пішла від слова «вал». Перше поселення знаходилось на вулиці за місцевою назвою Двірки, сьогодні вулиця Садова. Поселенці свої господарства обгородили валом. Село поступово зростало, для всіх бажаючих поселитися в цьому місці не вистачало території, тому люди почали обживатися за валом і від цього пішла назва Завалійки.
Альтернативні версії

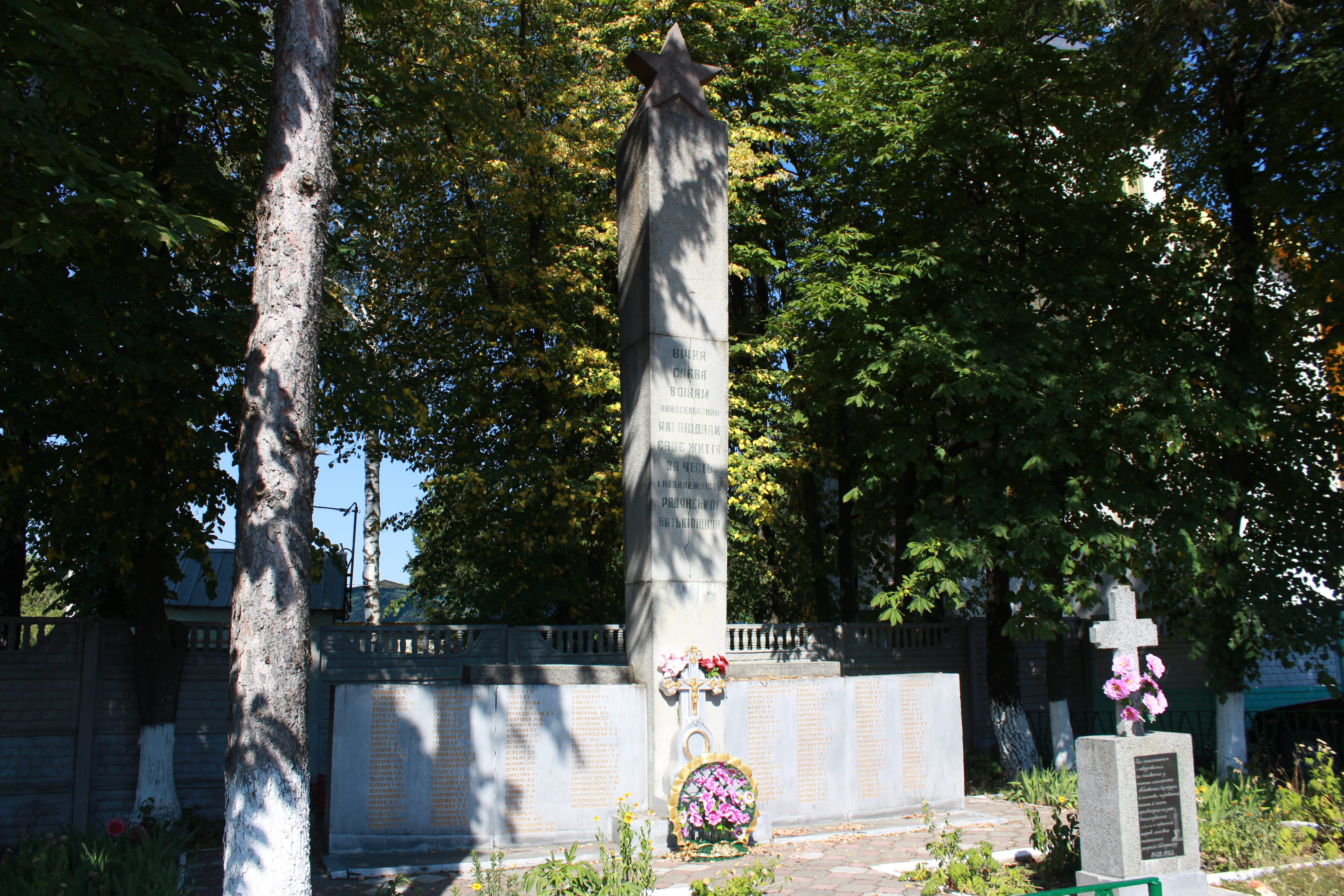
Пам'ятний знак на честь воїнів — односельчан

Можна висунути ще декілька версій. Наприклад, як відомо, українська мова предметна, згідно з наукою топонімікою (яка пояснює походження назв), на Поділлі кажуть, димарі димлять, а печі курять. Тому назву села Курники, Курилівка та Куровечка можна вивести від куренів чи курних хат. Будинки з димарями дозволяли собі заможні селяни, які були в змозі платити подимний податок. Тоді можна припустити, що в Завалійках хати були такі занедбані, що просто завалювалися, а сусіднє село Порохня не село, а одні порохи. (пилюка)
Ще можна припустити, що в назві увіковічено прізвисько засновника села, як, наприклад, сусідніх сіл: Федірки, Бронівка, Петрівка, Іванівці та Іванівка.
Колись більша частина Поділля була вкрита лісами, свідками цьому є залишки Завалійського, Сирбинівського (колись один лісовий масив) та Порохенського лісу. Для того, щоб звільнити землю для господарчих потреб, дерева не рубали, а підкопували та завалювали (корчували) разом із корінням. Чоловікам, які вправно виконували цю роботу, давали прізвиська: Завалій, Повалій, Завальнюк, Завальний.
Мій прадід Кобельник Яків Йосипович, 1872 року народження, розповідав, що ще у 1900 роках при оранці землі орачі знаходили в полях за Широкою долиною спорохнявілі пні. На мою думку, назва села Порохня, заснованого пізніше Завалійок, має пряме відношення до цього і вказує саме на цю версію назви села.
Не піддається критиці і версія що до заснування поселення на Двірках. Не знаю хто і коли проводив дослідження чи розкопки (таких свідчень я ніде не знайшов), але ніяких залишків оборонних споруд та валів там нема. Можливо, автора офіційної версії ввели в оману залишки поселень Черняхівського періоду III—VI ст. н. е., виявлені на території сучасного села саме на лівому березі річки, але вони ще не досліджені фахівцями. На мою думку, поселення було засноване на пагорбі в центрі села, у місці під місцевою назвою Село. Спробую обґрунтувати свою думку. Якщо село було засновано на Двірках, так воно і називалося б Двірки, а не від того, що хтось селився за валом селища. На Двірках була панська садиба, а люди, що обслуговували панський двір, селилися поруч, звідси і назва. Крім того, Двірки розташовані на лівому березі річки, а історичний цвинтар на правому. За часів заснування мосту не було, поймо річки було дуже заболоченим, про це свідчать торфовища по берегах, та і річка на той час була значно ширша. Так що переправляти померлих на другий берег було справою маловірогідною.
Якщо взяти за основу офіційну версію, тобто військовий характер поселення, то і тоді заснування поселення на лівому південному березі виглядає сумнівним. Лівий берег майже рівний, і тільки до річки маємо крутий берег. Друга справа пагорб на правому березі. І тепер піднятися на нього від річки досить важко, а в ті часи тим паче. Цей пагорб — майже ідеальне місце для поселення чи військового форпосту. З півдня його прикриває річка, а трохи далі колись дуже заболочена місцевість під назвою Поплави, а з півночі та сходу підковою охоплюють колись дуже заболочені Широка, Гулкова та Комердусова долини. Ще тридцять років тому там стояла вода. Мій батько розповідав, що за його дитинства у сорокових роках двадцятого століття у Комірдусовій долині під містком, котрого зараз майже не видно, могла пройти доросла людина. До того ж, найбільша загроза у XIV та ще кілька століть поспіль надходила саме з півдня від ординців, а пізніше — татар та турків.
У 1474 р. татарами повністю знищений Збараж, який знаходиться у п'ятдесяти кілометрах на північний захід від села. З другої половини XVI ст. відбудований замок знов стає ареною битв з татарами (1558, 1567, 1572, 1588, 1589 рр.) А в 1598 р. укріплення замку знову повністю знищено. Сусідній Сатанів у 1617, 1618, 1667 роках спалюють татари, а в 1676 все Поділля захоплюють турки. У кривавій битві вбито біля чотирьох тисяч мешканців Сатанова. На мою думку, не оминула ця біда і село, хоча відомий тільки один задокументований факт у 1676 р. За переказами, одинока могила убитих турками брата і сестри знаходиться на території садиби О. А. Габателя на Віднозі. Кам'яний хрест з відповідним написом було знято з могили у сумнозвісному 1937 р.
Як ми бачимо, землі сучасного Волочиського району протягом останнього тисячоліття були спірними прикордонними територіями. Кордон періодично змінювався з заходу на схід, спочатку між Київським та Галицьким князівствами, потім між Польщею та Литвою, Австрією та Росією, але завжди стабілізувався по Збручу. Можливо, по річці Бовванець також деякий час проходив кордон при переміщенні його з півночі на південь між Київським та Волинським князівствами, пізніше — Литвою та ординцями, Польщею та Османською імперією.
Все вищезгадане і те, що за 10 км південніше від села проходив Кучманський шлях (територією Поділля Кучманський шлях проходив через місто Бар, Ярмоленці, Городецький район на Тернопіль) та Чорний шлях (північніше Волочиська — Хмільник, Красилів, Збараж), якими кримські та нагайські татари потрапляли в глиб наших земель, може вказувати на військовий характер поселення, яке згодом втратило своє призначення.
У 1699 р. Поділля знов переходить піл владу Польщі. Польський уряд почав роздавати звільнені землі шляхті. Так в деяких селах з'явилися нові власники. З приходом магнатів Замойських почалося переселення людей з польської Мазовії, Мазурського поозер'я на спустошенні турками землі. Так на Поділлі з'явилися «Мазурі» — переселенці, котрі склали основу католицького населення.
З приходом нових панів почався процес закріпачення селян.
Братковські — ополячений старовинний руський шляхетський рід. На мою думку, вони стали власниками села Завалійки в другій чверті XVIII ст. У книгах подільської шляхти Братковські вписані з 1740 р.
Микола Братковський займав посаду маршалка (маршалок — спікер сейму), також були маршалки в воєводствах, повітах та волостях. Скоріше за все Микола Братковський займав посаду волосного маршалка, (керівника місцевого дворянства).
Як відомо з переказів старожилів села, Братковський, отримавши у власність землі та село Зава-лійки, розпочав розбудову свого маєтку на пагорбі лівого берега річки Бовванець. У зв'язку з будівництвом та облаштуванням панського двору, село почало розвиватися і на лівому березі річки. Так з'явився сільський куток під назвою Двірки, а трохи згодом — Прогін.
У 1810 р. Братковський закінчив будівництво костьолу на честь Провидіння Господнього та так званий будинок ксьондза. Костьол був побудований як домашня каплиця, у ній був змонтований орган та балкон для хору, її оздобили фресками та коштовним декором. Висота зводу споруди була близько 10 м. Вона стала архітектурною окрасою як панської садиби, так і села. Вся ця територія була обнесена кам'яним муром.
Де знаходився панський маєток свідчення, розходяться. Одні вважають, що на пагорбі навпроти костьолу (пізніше його було розібрано), інші — що будинок ксьондза і є будинком Братковських. Але всі сходяться в тому, що на пагорбі напроти костьолу був панський сад чи парк. Приблизно в двадцятих роках майже всі старі дерева були викорчувані, а сам пагорб перекопали, добуваючи каміння, тому він в такому жахливому стані.
Братковські вели також і економічну діяльність. Була насипана гребля через річку, побудований водяний млин, гуральня та шинок. Млин простояв близько ста років. Завалився він під час землетрусу 1939 р. Скоріш за все фундамент підточила вода, а землетрус довершив справу. Через рік млин було відбудовано на старому фундаменті, але жорна тепер крутила парова машина. Гребля мала два шлюзи, один малий (лотоки), що обслуговував млин, та великий (опуст) для регулювання рівня води. Він знаходився приблизно посередині греблі. Перед великим шлюзом у воді на відстані 10—20 метрів від греблі на криголамних палях була зведена каплиця Святого Яна, до якої можна було дістатися містком. Гуральня знаходилася на лівому березі річки коло греблі на проти млина. Є свідчення, що селяни млином не користувалися, а млин працював тільки на гуральню, хоча як на мене ці свідчення дуже суперечливі.
Шинок знаходився в центрі села там де сьогодні знаходиться кооперація.
Також у Завалійках було два вітряки. Один знаходився на пагорбі при в'їзді в село зі сторони села Порохня з лівого боку, де зараз знаходиться свиноферма. Другий — на Двірках на території колишнього городництва (зараз пасовисько), приблизно на тому місці, де знаходиться колишня контора городництва.
Відомий факт, що Братковський продав землю селянам, але мій прадід розповідав, що Братковський був завзятим картярем, програвся, тому його майно і пішло з молотка. Взявши кредит у банку, селяни викупили землю. Можливо, тоді будинок Братковських і перейшов у власність до ксьондза.
У нещодавно виданій книжці « Історія Волочиського району» зазначено, що ця подія відбулася у 1878 р., що не заперечує наказу імператора Олександра II про скасування кріпосного права від 1861 р.
Нагадаємо, що згідно з цим указом, поміщики повинні були наділити селян не тільки присадибною землею, але нарізати землю під оранку та сіножаття. Розмір земельної ділянки залежав від місцевих умов.
Держава компенсувала поміщику втрату землі грошима, у розмірі 80 % від вартості, залишок у 20 %
селянин повинен був сплатити сам, для чого йому надавався кредит у банку строком на 49 років.
Цікаво, але у 1904 р. в документах Братковський фігурує як найбільший землевласник села. Є багато свідчень, що ця подія відбулася приблизно у 1910 р. Селяни взяли кредит на 15 р. і виплатили його за два роки до Жовтневої революції. Таким чином можна припустити, що Братковський або Братковські продавали землю частинами.
Якщо із Завалійками все більш менш зрозуміло, то щодо села Курники є питання. Село належало панам Лещинським, але в селі жили також пани Шедлер, Олічковські, Топольницькі та Комарі.
Як вважають деякі дослідники, рід Лещинських належить до польсько—литовських татар. Наприкінці XIV ст. почалася жорстока боротьба за владу в Золотій Орді, і деякі дрібні хани та мурзи (в Російській імперії мурза прирівнювався до князя), рятуючись, переходили під владу Литви та Польщі. Ті в свою чергу надавали їм землі та привілеї. Такі випадки не раз описував в своїх романах видатний польський письменник Генрік Сінкевич, у жилах якого теж текла татарська кров. У Литві на сьогодні є декілька поселень, де щільно проживають нащадки татарських родів. До цього роду належав і король Польщі Станіслав Лещинський. Станіслав Лещинський коронувався на польській стіл двічі (нагадаємо, що посада польського короля була виборною), Лещинський займав цю посаду у 1704—1711 та 1733—1734 рр. Його дочка Марія у 1725 р. стала дружиною французького короля Людовика XV. Відомі три гілки роду Лещинських, вони були носіями гербів Беліна (польск. Belina), Габданк (Abdank) та САС (SAS), про який ми розповідали вище. До якої гілки належали Курницькі пани, встановити поки що не вдалося.
За панів Лещинських також буда насипана гребля через річку та побудований млин. В історичній довідці сільської ради читаємо, що « запам'яталась пані Лещинська своїм нелюдським ставленням до селян», але ніяких фактів не наведено, і за яку пані йде мова невідомо. Родина Лещинських володіла селом Курники приблизно півтора століття, а те, що саме остання пані Лещинська віддала частину своєї землі сільській громаді під кладовище, є не заперечний факт. У селі Курники залишився будинок панів Лещинських, котрий було переплановано та добудовано. Зараз в ньому знаходиться сільський клуб.
Цікавий факт, що на цей будинок претендував Шишацький В. Ф., нащадок панів Шедлер.
7 (20) листопада 1917 року, відповідно до Третього Універсалу Української Центральної Ради, увійшло до складу Української Народної Республіки.

## Голодомор в Завалійках
За даними різних джерел в селі 1932—1933 роках загинуло близько 30 чоловік. На сьогодні встановлено імена 11. Мартиролог укладений на підставі поіменних списків жертв Голодомору 1932—1933 років, складених Завалійською сільською радою. Поіменні списки зберігаються в Державному архіві Хмельницької області.
- Бура Катерина Іванівна, 18 р., 1933 р., причина смерті від недоїдання
- Вдовин Климентій Захарович, 25 р., 1932 р., причина смерті від недоїдання
- Гулка Олексій Тимофійович, 9 р., 1933 р., причина смерті від недоїдання
- Кащин Віктор Авксентійович, 20 р., 1933 р., причина смерті від недоїдання
- Ластовецький Калина Йосипович, 26 р., 1932 р., причина смерті від недоїдання
- Ластовецька Калина Тихонівна, 21 р., 1932 р., причина смерті від недоїдання
- Мельник Йосип Іванович, 16 р., 1932 р., причина смерті від недоїдання
- Остапишин Григорій Олексійович, 15 р., 1933 р., причина смерті від недоїдання
- Рудик Іван Савович, 25 р., 1933 р., причина смерті від недоїдання
- Серветник Базилько Броніславівна, 12 р., 1932 р., причина смерті від недоїдання
- Серветник Юзефа Родіонівна, 18 р., 1932 р., причина смерті від недоїдання

### Після розпаду СРСР та набуття незалежності
Україною був прийнятий закон про реституцію. Згідно закону, майно поверталося законним власникам та їх нащадкам.
При наявності документів про розкуркулення та реабілітацію панів Шедлер, Шишацькому В. Ф. не вдалося довести, що будинок належав саме його родині, тому що ніяких документів (опису конфіскованого майна) в архівах не збереглось.
Пани Шедлер — німці за походженням, коли осіли в селі Курники встановити не вдалося.
Комарі. Рід Комарів належав до мілкої, але численної галицької шляхти. Про родовід Комарів згадується в гербовнику Бонецького. Владислав Комар, належав до військових поміщиків, можливо отримав землю за військову службу. Відомо, що його дружиною була дочка Франсіска Каетана — Аделя Красинська. У них було двійко синів Сотер (в запису про народження за 1802 р. польською de villa Zavaliyki, у перекладі villa — маєток) та Тіт, у подальшому генерал російської армії. Комарі жили в селі Курники. А так як церковна парафія знахо- дилась в Завалійках, тому, мабуть, і з'явився запис villa Zavaliyki. Можливо коли Тіт зробив вдалу військову кар'єру Комарі продали свої землі Олічковсяким, Топольницьким або Шедлер, бо з кінця XIX ст. про Комарів в нашім краю ні чого не чути.
Про панів Олічковських та Топольницьких мені нічого не вдалося знайти. Навіть розмова з онукою Олександра Олічковського Надією Костянтинівною Олічковсьою, 01.01.1930 р. народження яка відбулась в 2011 р. не дала ні якої ясності. Вона мені розповіла: «… Батька свого не пам'ятаю його заарештували ще до мого народження. У нас відібрали все майно та вигнали з будинку, який знаходився в селі Курники поряд з колишньою колгоспною конюшнею, тому моя мати змушена була повернутися в хату до своїх батьків. У 1931 р. коли з села виселяли людей, з Волочиська привезли і батька. Людей збирали біля церкви. Батько побачив мене вперше, тому не випускав мене з рук і всю обціловував. На що міліціонер йому сказав: „поцілуй її ще в ср…“. Батько йому відповів: „І поцілую, бо знаю, що більше її ніколи не побачу“. Так і сталося, згинув він десь у Сибіру.
Коли мені було років чотирнадцять наш сусід старий дід казав що добре знав мого діда. Він казав: „Що то був за пан, навіть білого хліба не бачив“. Мені б його розпитати, але тоді були такі часи, що не тільки чужі люди, але й рідні боялися щось казати дітям, У батька була рідна сестра Марія, одруженою не була, дітей не мала, але і вона мені ні чого не розповідала, боялася до кінця життя. Тому про свій рід я ні чого ні знаю.»

### XX століття
Події, що відбулися у бурхливому XX ст. ми передамо майже без змін з довідки сільської ради, але доповнимо деякими фактами та коментарями. Що відбувалося в селі під час першої світової та громадянської війни, свідчень майже немає, але відомо, що деякі селяни брали участь у цих подіях. Свідченнями цього є нагороди царської армії, які були знайдені на території садиби. Громадянська війна лишила по собі спогади про кіннотників Котовського. Готуючись до форсування річки Збруч у 1920 р. і взяття Підволочиська, штаб його бригади зупинився в Завалійках і деякий час знаходився у приміщенні школи, а сам Котовський квартирував у хаті селянина Бабича, напевно, тому, що вона єдина на той час в селі була покрита бляхою. Дорого обійшлась для села присутність такої кількості людей та коней. Прикриваючись революційними гаслами про світле майбутнє, червоне козацтво відбирало у селян фураж для коней та провіант. Нагадаємо, що після першої світової війни відбулось відродження Польської держави, бо в Російський імперії її роль була нівельована до рівня герцогства. Отримавши перемогу в громадянській війні, більшовики, гасло яких було «Революція в усьому світі», спробували спочатку взяти під свій контроль територію колишньої Російської імперії. Похід видався невдалим. Більшовицькі загони були розбиті військами молодої Польської держави. У спадок від громадянської війни в селі залиши лося ще одна назва Глибокої долини (Партизанська). Назва пішла від могили, яка знаходилася на перехресті доріг з села до лісу і польової дороги до села Федірки через Глибоку долину. Хто був там похований?- невідомо, казали, партизан. Але могила була огородженою та доглянутою. В кінці п'ятдесятих її було перенесено в центр села до братської могили воїнів другої світової, але зараз про це вже ніхто не згадує.
Не оминули село і бурхливі події 1917 р. У 1919 році в березні місяці на території сіл була утворена
місцева влада. Був створений комітет, що об'єднував жителів сіл Курники та Завалійки. Була створена перша партійна організація. Очолював цю організацію дільничний суддя (в селі Завалійки був дільничний суд № 4) Шишатський. Першим його помічником був адвокат Винокуров. Нові можновладці для наведення порядку залучили старійшин села. Мені розповідали, що декілька «клятих» дідуганів ходили селом і робили зауваження, якщо у когось на подвір'ї чи поруч був безлад. Якщо зауваження не діяло і безлад не виправлявся, господаря штрафували, він повинен був сплатити штраф аж у Волочиську.
У 1920 році був проведений землеустрій. Розформовані панські маєтки (перший етап розкуркулення, під який потрапили тільки великі землевласники). Частина відібраної панської землі була розподілена поміж сільської бідноти. Великим родинам була виділена земля під забудову. Так в селі Завалійки з'явилися нові кутки під місцевою назвою Садиби та Тополярня, а в селі Курники Висьолок. Назва Тополярня пішла не від того, що там росли тополі, а від прізвища поміщика Топольницького, якому належала ця земля.
Із жителів села Курник першим членом більшовицької партії був Челядник Федір, у подальшому — активний учасник організації колгоспів. Секретарем першої партійної організації (До 1925 року), був Мельник Мусій який до недавнього часу проживав у селі.
У 1925 році в село, як агент продрозверстки, був присланий Золотарьов. Він очолив партійну організацію і був активним учасником побудови соціалізму на селі. У 1925—1926 роках було створено кредитове товариство, а у 1928 році в селі був створений прообраз колгоспу ТСОЗ (товариство спільного обробку землі), у який входило дванадцять сімей. Золотарьов став головою ТСОЗу. Новоорганізований ТСОЗ мав лише три пари коней. Колгосп носив назву «Політвідділ».
Діяла в селі і комсомольська організація. У 1920 році в селі Завалійки був створений комсомольський осередок (Гуцал, Коберник, Трач), а в 1926 році комсомольська організація об'єднувала села Курники, Завалійки, Куровечка, Сарнів. Очолював організацію Стаднік Іван — один з перших комсомольців села. Заступником його був Трачук Мартин. Наприкінці 1926 року до членів ВЛКСМ вступив Деркач Кирило, активний організатор колгоспів, пізніше Деркач став членом КПРС, активним громадським діячем, неодноразовим депутатом районної та місцевої рад. Із жителів села першим депутатом у Верховну Раду УРСР був обраний Партика Григорій.
Вперше навчання молоді було організовано в хаті громадянина Гуменного Лук'яна в кількості 15 учнів. Учителем працював син поміщика Олічковського, який був на утриманні громади. За навчання кожного учня громада платила вчителю по п'ять карбованців на рік. У 1925 році було збудовано школу (напевно, мається на увазі село Курники), у якій було розміщено чотири класи (початкова школа).
З довідки сільської ради складається враження, що до Жовтневого перевороту всі селяни були безграмотні, але, як ми зазначали раніше, школа в селі Завалійки працювала з 1838 року, а в селі Курники — з 1894 року.
Маловідомий факт: до першої світової війни в Завалійках вчителювала Марія Іванівна Довганюк, мати видатного дитячого письменника Всеволода Нестайка, автора «Тореадорів з Васюківки» та «Надзвичайних пригод у лісовій школі».
Утворюючи колгоспи, радянська влада проводила розкуркулювання. На території села Курники розкуркулили такі сім'ї: панів Лещинських, Олічковських, родини Деркача Гната, Сисака, Шигляр, Гуцалів та інших.
Важкий відбиток залишив у пам'яті людей голодомор 1932—1933 рр. Старожили пам'ятають, що тоді від голоду померли Партика Григорій, Судома Іван, Валовина Теодос та багато інших.
Усвідомлюючи, що селяни не будуть безкоштовно віддавати зерно, ЦИК і СНК СРСР від 01.02. 1930 року видав постанову про заходи зміцнення соціалістичної перебудови сільського господарства та боротьби з куркулями. Згідно з цією постановою, у Волочиську була створена оперативна «трійка», яка негайно приступила до своєї чорної роботи. Почалася друга хвиля розкуркулення, під яку потрапили не тільки колишні пани, а й більш-менш заможні селяни. Почалися перші репресії. Радянській владі було вже мало відібрати в селянина землю та знаряддя праці. Під гаслом звільнення села від ворожого елементу, почалося виселення супротивників колективізації. Деякі сучасні науковці вважають, що виконання саме цього наказу привело до голоду 1932—1933 років. Показовою є доля родини панів Шедлер. 16.06.1930 року Волочиською районною оперативною трійкою було прийнято рішення про виселення Шедлер Федора Григоровича, 1880 року народження, жителя села Курники із всією родиною в місто Прокоп'євськ Кемеровської області. Через три роки Федір Григорович помирає на чужині. 15.03.1938 року його син Борис Федорович, 1906 року народження, заарештований в Прокоп'євську за звинуваченням в участі у монархічній організації, а вже 23.03 його було страчено.
У 1936—1937 роках почалися сталінські репресії. Без всяких попереджень і пояснень вторгалися вночі в хату, захоплювали напівсонних, напівроздягнених, ні в чому невинних людей, садили у «чорний ворон» і відвозили. Якщо хто із членів сім'ї і залишався на місці, то довгі роки носив тавро «ворога народу» і скрізь був гнаний і переслідуваний.
У Курниках були репресовані сім'ї Стадніка Марка, Вижанського Адольфа Казимировича з жінкою Емілією Андріївною і трьома дітьми, Євгенією, Климентиною та Анатолієм . Меншому синові Анатолію було лише сім днів від народження. Сім'ї Судоми, Олічковських, Смертихених. Одинокими були репресовані Ковалі Броніслав та Юзик, Рудик Я., Мартинов М., Старинський А. та інші. Багато з них повернулося в село, а багато залишилося в місцях висилки.
Вишукуючи шпигунів і контрреволюціонерів фальсифікатори вдавалися до грубих підтасовок.. Часто конкретні особи, що проходили по кримінальній справі в ролі свідків, навіть не знали про це, не підписували протоколів, хоча не них стояли їх підписи. Характерною є справа колгоспників села Завалійки С. Й. Габателя, А. А. Габателя, Г. І. Грушковського, С. Т. Мельника, М. І. Мельника та А. Л. Мельника, яких звинуватили в антирадянській пропаганді та «підготовці до активних повстанських дій в момент збройного вторгнення Польщі на територію СРСР».
Заарештовані тривалий час заперечували свою вину, стверджували, що не належать до антирадянської організації. Здалися селяни тільки після застосування до них фізичного впливу та пред'явлення їм зізнань «свідків». Справи на цих громадян були направленні у Москву. Відповідь не забарилася. Постанова була короткою — розстріляти. При перегляді справи у травні 1959 р. названі у протоколах за 1937 р. свідки заявили: Р. С. Трач, що її «ніхто не допитував і вона нікому ніяких показань не давала», а Ф. І. Кушнір розповів, що «У 1937 р. його викликали в УНКВС для допиту, але він ніяких свідчень про антирадянську діяльність звинувачуваних не давав. Протокол був складений співробітниками УНКВС і під загрозою ним підписаний».
ДАХм. О, ф. оп. 12,спр. П- 6550,арк.. 100,103, 135—139.
Там само, спр. П — 6977, арк. 52—54.
Показовою є трагічна доля тільки одного колись великого роду Кобельників.
Родина Кобельника Якова Йосиповича. У 1936 році дочка Броніслава, по чоловіку Гринько, п'ятеро дітей, вислані в Кіровоградську область, доля чоловіка не відома. Друга дочка Юзя, по чоловіку Дульська, разом з дочкою вислана в Казахстан. Доля чоловіка невідома, Третя дочка Марія, — чоловік Марисюк Юзик, його мати і дочка Салюня (11років), вислані в Казахстан. Син Юзик — розстріляний, дружина Марія та дочка Гельця вислані в Новотроїцьке Херсонської області.
В степи Херсонщини були вислані Кобельник Володимир Михайлович з дружиною Катериною та двома дітьми 35 та 37 року народження, Кобельник Йосип Антонович, 1893 року народження, з дружиною Броніславою та синами Олексієм та Альбіном, 1921 та 1925 року народження..
2010 рік, 22 липня, лист з Казахстану, місто Кокчетау, пише Терлецька Салюня вісімдесяти п'яти років: …"Коли нас виселяли, мені було одинадцять років. Я все це добре пам'ятаю. Дали нам двадцять чотири години на збір. Це був травень місяць 1936 року.
Батька перший раз затримали у 1933 році, прийшли з обшуком, все перевернули, що шукали — невідомо. Завинив тільки тому, що його брат вчився на ксьондза. Сидів він у Волочиську, скільки не пам'ятаю, потім його відпустили, але не надовго. Вдруге заарештували та відправили в Архангельськ, там він пробув три роки. Повернувшись додому, потрапив на переселення всієї родини. Ми все залишили, правда, дозволили взяти корову. Везли нас від станції Війтівці в товарних вагонах разом з коровами. Їхали довго, як годували корів і що їли самі, не пам'ятаю, спали на підлозі, застеленій соломою. Привезли нас в Казахстан на станцію Таінча в червні місяці. Потім розвозили по місцях в голий степ. де були забиті в землю кілки для наметів. Скільки людей було вислано з Завалійок, не знаю. Привезли з багатьох сіл, наметів було багато. Першою справою на вулиці побудували пічку, щоб було де їжу готувати, а що варили? Картоплі не було, борошна не було, мабуть, давали якісь продукти. Поставили баню, а потім почали виготовляти саман, щоб до зими можна було поставити хоч якесь житло. Копали копанки, місили кіньми глину з соломою і до зими поставили сталінські землянки. Одна кімната та сіни, і в кожній по дві — три родини зимували. Нас було четверо і з нами родина М. Цигоди з Завалійок із п'яти чоловік. Спали на підлозі, топили соломою…".
Довідка: «Тридцяті, сорокові роки. Село стало на ноги. Були організовані лікнепи, потім школи побудовані (початкові). Будувались ферми, утримувалась худоба, розвивалося свинарство та птахівництво, розвивалося рільництво — вирощувались цукрові та кормові буряки, зернові та городні культури. З костьолу був організований клуб, а в селі Курники — з панського будинку. В клубах організовувались драматичні та хорові гуртки. В той час було збудовано на панському о грудку кузню і стельмашню. Було придбано кінні сівалки та молотарки. Земля оброблялась весь час кіньми. В селах було по шість бригад, кожна бригада користувалась дванадцятьома парами коней. Зернові культури збирали вручну: косами, жатками та „лобогрійками“. В'язали в снопи, складали в копни. Молотили пересувною молотаркою цілодобово. Очищене зерно відправляли на заготзерно станції Війтівці».
У цей комуністичний буревій, який почався на початку тридцятих і продовжувався протягом майже десяти років, постраждало дуже багато безвинних людей, і тому викликають подив рядки з Історичної довідки. Виходить, що розкуркулення, голодомор, політичні репресії сприяли розвитку та становленню села? Про яке зростання йде мова?
Заборона на видачу селянам паспортів зробила з них новітніх кріпаків. Звичайно, будувались ферми, і селяни працювали на полях, але то була рабська праця за міфічні трудодні. Селян обклали податками на плодові дерева, корів, курей. Щоб не платити цих кровожерливих податків, селяни вирубали сади та відмовлялись від корів. У ці ж роки з благих намірів при лагодженні греблі та побудові на ній твердого дорожнього покриття був розібраний мур навколо костьолу та старого цвинтаря. Була розібрана церква, розграбовані та знищені не тільки панські склепи, а і все кладовище, планомірне знищення якого йде досі. Неймовірно! Можливо, місцева влада не знає, що Україна ще за часів СРСР підписала Женевську конвенцію про захист кладовищ.

### Друга світова війна
Напад нацистської Німеччини обірвав мирну працю людей. Наші села були окуповані в липні 1941 року. В школах розмістились німецькі комендатури. П'ятого березня 1944 року, у день неділю, зі сторони сіл Канівка, Петрівка в село прийшли німці. Запеклі бої точилися на лінії Війтівці — Соломна — Сатанів. Лінія фронту на території сільської ради проходила по річці Бовванець. Село розділилося надвоє. Сторону від села Сербинів та Соломна зайняли німці, по другий берег — наші війська. В селі проходила мобілізація населення на війну. Забрали всіх чоловіків від 17 років і старше. В селі залишилися тільки люди похилого віку, жінки, діти. На трактористів (Каспрук Олексій Августович, Комердус Андрій, Коваленко Степан, Рудик Аполінарій Васильович, Рудик Броніслав Васильович, Коваль Броніслав Войткович) держава наклала «бронь». старостою села став Мудь Лукіян. На примусові роботи до Німеччини було вивезено 75 громадян нашого села. З них не повернулося 12 чоловік.
Результатом звірства нацистів є знищення в селі Курники 275 дворів, а в селі Завалійки 294 двори, тобто 70 % від усіх жилих будинків. 23 березня 1944 року село було звільнено регулярними військами за допомогою партизанів, які знаходилися в лісах сіл Сербинів, Соломна, Завалійки, За визволення загинуло 37 воїнів, це переважно уродженці Житомирської області. З війни в село не повернувся 221 односельчанин. У селах повиростали пам'ятники, обеліски воїнам-односельцям.
Якщо запитати будь-яку пересічну людину, коли почалася війна, кожен відповість: 22 червня 1941 року. Відлік йде з моменту нападу Німеччини на Радянський Союз, але насправді Радянська держава вступила в другу світову з нападу на Фінляндію, у 1939 році (Зимова війна) і як союзника Німеччини на Польщу, так званий «Визвольний похід» Західної України та Білорусі
Зі спогадів селян: 1939 рік липень місяць, прокинувшись в ранці люди були здивовані: село вщент заполонили військові, на всіх пустках та вільних майданчиках встановлені намети. Ніхто не знав, що трапилось і чого від цього чекати. На початку вересня село спорожніло. Військові в ночі покинули свої «наметові гнізда», залишивши купи бляшанок та різного сміття. Ніхто не здогадувався, що це була страшна акція, про яку люди дізналися лише через 50 років (План Молотова Рібентропа).
Люди з полегшенням зітхнули, заспокоїлись, взяли серпи, коси, граблі тай пішли у поля збирати урожай. У кожного почала з'являтись надія на спокій та покращення життя. Спокій тривав не довго — на європейському горизонті почали згущатися хмари великої війни. Ми не будемо розводити полеміку на тему збирався чи ні Радянський союз напасти на Німеччину, але зазначимо, що на початку 1941року в селі Завалийки на пагорбі біля польського цвинтаря почалось будівництво військового аеродрому. На будівництво привезли людей та техніку. Люди облаштувалися в наметах, тут же варили собі їжу. Аеродром так і не побудували, почалася війна. Будівельники розбіглися покинувши трактор «Комунар» та причіпний грейдер.

### Окупація
22 червня 1941 року Німеччина розпочала війну проти СРСР. У селі не було телефону, тому хто сповістив село про початок війни невідомо. Настали жахливі дні: евакуація, відступ. Покинуті радянські солдати, мов каліки-журавлі, брели польовими дорогами на схід. Техніка покинута — не було пального; в Завалійках саме з цієї причини військові покинули два автомобілі ЗІС-5, вщент наповнених боєприпасами, а в полі на порохенському шляху — броньовану машину Ба-10, башта від якої довгий час слугувала криницею на загороді садиби Міськових.
Керівники та партактив покинули село напризволяще, пішли разом з військовими. Перший обстріл села німці вчинили на початку липня місяця. Стріляли з гармат зі сторони села Порохня. Снаряди влучили в схил пагорба біля православного цвинтаря. Жертвою цього обстрілу стала одна жінка Анастасія Римар . Її було тяжко поранено, і вона залишилась калікою Через деякий час після обстрілу, німці на мотоциклах «як гребінцем» прочесали село і зникли. Настала загрозлива тиша, яку порушувало ревіння недоєних корів на фермах та іржання не напоєних та голодних коней. Люди почули «благання» тварин та кинулись рятувати покинуту напризволяще худобу, забираючи її у свої подвір'я. Це було не мародерство, а акт ре колективізації. Вони повертали собі колись відібране. В цей процес ніхто не втручався. Люди самі все відрегулювали. Як мені розповідав дід Гадолько Вербний: «І ні одному дурню не спало на думку підпалити сільраду». Через деякий час в селі з'явилися представники німецької окупаційної влади. Першим ділом заходять в сільраду, а там облікові книги, все розписано: скільки коней, корів, свиней. Зігнали людей на майдан і наказали все повернути назад. Всі три роки окупації колгосп працював як при радах.
Незабаром в селі з'явився комендант. За його наказом були скликані збори громади, на яких було обрано старосту села. Першим старостою став Панич Матвій, людина похилого віку. В першу світову, він був у німецькому полоні, тому знав декілька десятків німецьких слів, і це був основний аргумент для громади. Через деякий час він відмовився від посади на користь молодшого Мудь Лук'яна. В подальшому була створена управа в приміщенні сільської ради, яка знаходилася біля костелу (будинок згорів при визволенні села, залишився тільки льох, що був безпосередньо під будівлею) та поліцейське відділення в школі (будинку ксьондза). Поліціантами практично були призначені молоді хлопці, у них ніхто не питав згоди на те. За розповідями, призначення відбувалося так. Вишикували хлопців, підходить німець питає: «Комсомолець?» Той відповідає: «Так». До другого — «комсомолець?» — «так», наступним — «комсомолець? — комсомолець? — комсомолець?» Тепер ви не комсомолець, тепер ви — поліцай". Організаційно село було поділено на десятки. В десяток входило десять дворів. Десяткового призначала управа, а вже через них виконувались накази та розпорядження. Земля була розділена, посівна проводилась централізовано, а от догляд та збір врожаю кожний десяток проводив власноруч. Десятки обкладались податками в натуральному вигляді. Кожен десяток повинен здати певну кількість зерна, картоплі та худоби. Залишок врожаю ділили між собою для посіву та прожиття. Як це непатріотично звучить, але багато старих людей мені казали: «При німцях ми від'їлися».
Ввели окупаційну марку, але ніхто нічого за неї не купував і не продавав. Протягом усієї війни та ще довго після неї твердою валютою були сіль та гас. Вогонь добували як первісні люди — кресалом.
У селі проживала єдина єврейська родина, Сурка, вона працювала в кооперації, та Ейлик, він був приймальником молока. Їх та їхнього десятирічного сина німці кудись вивезли. Їхня доля невідома.
Інформація про те, що відбувалося на фронтах та світі, була відсутня повністю. Люди поступово призвичаїлися до нових умов життя, а воно було дуже небезпечним як морально, так і фізично, як для дорослих, так і для дітей. Доля розпорядилася так, що першими жертвами війни стали діти окупаційного керівництва села: син Панича Матвія — Григорій та Мудя Лук'яна — Гринько. Вони випасали худобу. Скоріш за все взяли з собою пекельну іграшку з автомобілів, кинутих червоноармійцями, від вибуху якої загинули. Ця трагедія зачепила все село, бо в кожній родині були діти. Страх за їхнє життя супроводжував батьків повсякденно всю війну та ще довго після неї. Після трагедії чоловіки зібрались та закопали небезпечний вантаж.
Згодом поетеса Головата Ніна Федорівна, дитинство та юність якої пройшло в Завалійках, написала такі рядки:
«… Як раптом страшний вибух серед дня,
Люди у клопотах — завмерли!-
А в думці: „Де моє дитя ?“: Чиє життя підступні міни стерли?»
Окупаційна влада уважно стежила за життям в селі через своїх інформаторів, які старанно доносили їй про всі події, що траплялися. Про це свідчить випадок, що стався на нашому подвір'ї.
Із спогадів мого батька Кобельника Анатолія Ієронімовича: «… Увечері зголоднілий лис проник до курника. Кури зчинили ґвалт, на який прибіг батько та порішив лиса. Через деякий час до нас навідався комендант з Волочиська з перекладачем. Перекладач сказав, що комендант хоче подивитись на хутро лиса, що впіймали в курнику. Хутро йому сподобалось. Він запитав батька, що він за нього хоче. — „Солі, пане коменданте“. А той йому — „гут“. Справедливості ради треба сказати, що через деякий час посланець привіз торбину з сіллю, приблизно 20 кіло. На той час це було справжнє багатство.»
Комендант навідувався в село приблизно один раз на місяць. У його підпорядкуванні було декілька сіл, а, можливо, всі села району. В селі він облюбував хату на Двірках поряд з криницею. Там він ночував коли лишався на ніч. Саме він завіз у село великих гусаків (їх називали гергунами), до цього в селі таких птахів не було. У 1943 році поступило розпорядження ліквідувати пам'ятник Леніну, що гордовито височів в центрі села. Він був зроблений у повний зріст, вождь показував рукою напрям до комунізму. Хто керував цією операцією, мені невідомо. Тракторист який пригнав трактор «Універсал» для цієї операції, з місця події втік після того, як ланцюг зав'язали на шиї постаменту та причепили до трактора. Виконувати цю роботу було нікому, тому завершити справу наказали випадковому прохожому Польовому Мефодію. За це йому після визволення прийшлось відсидіти 10 років таборів.
На початку 1944 року в Завалійках розташувалася військова частина «CC». У нашій хаті поселились чех на прізвище Маловець, поляк на ім'я Євен, німці Франц та Гавед. Останній вивчив тільки одне російське слово «хольодно». Вони тримали при собі радянських військовополонених як технічних працівників. Через них просочувалась інформація про стан на фронті. Німці періодично виїжджали на фронт та повертались через деякий час в село на відпочинок. Загиблих привозили з собою, потім трупи відправляли кудись далі. Після таких візитів на фронт вони були дуже збуджені і поміж собою в розмовах часто вживали слово Умань.
З наближенням фронту німці почали залучати чоловіків до риття окопів. Чоловіки, відчуваючи небезпеку, почали на ніч ховатися хто де міг. Більшість чоловіків ховалися в вапняковій каменоломні, що знаходиться під садибою Трача Григорія Зеньковича. Засипаний вхід до неї знаходиться із сторони ставу. На ніч в хатах залишалися тільки жінки та діти. З першого на друге березня вночі німці поспіхом покинули село, але наступної ночі з'явились знов у супроводі танка. Патрульні заходили в кожну хату, забирали забуті військові речі та амуніцію, якщо така була. Жертвою цього патруля став дід Пилип: його вивели з хати та вбили. Після цієї трагедії село завмерло, всі відчували неминучу біду". Батько продовжував: «П'ятого березня — неділя, ясний безхмарний ранок, новина блискавкою облетіла село, що німці поставили на греблі біля млина вартового і він нікого не пускає на ту сторону села. А в цей час було добре видно, що наші люди під наглядом німців копають траншеї. Всім стало зрозуміло, що вони готують оборонні споруди вздовж річки. Жінки юрбилися посеред вулиці, як раптом Із-за хати Коберника Федора визирнув чоловік та запитав російською: „Немцы есть?“.Жінки стояли як онімілі, тільки дід Терентій Габатель, що був серед них, углядівши червону зірку, вигукнув: „ Баби! Це ж наші!“, а йому: „Німців нема, вони за річкою“. Чоловік піднявся на весь зріст та підійшов ближче. За ним вийшло ще четверо військових, один з них почав вигукувати вказівки: „Женщины! Забирайте детей и немедленно уходите отсюда на Порохню, здесь будет передовая линия огня“. Наша мама кинулася у двір, відв'язала корову, схопила мене та старшого брата за руки та, женучи поперед себе корову, вибігла за село. В долині за селом корову ми відпустили.
А село горіло. Ввечері Завалійські люди виходили на край Порохні і зі сльозами на очах подовгу мовчки стояли, вдивлялись в палаючу далечінь. Це пекло тривало протягом двадцяти днів та ночей.
23 березня 1944 року прийшла довгоочікувана звістка: село звільнено! Повернувшись в село, люди почали розшукувати свою худобу, яка бродила по долинах у полі у пошуках корму. Знайшлася і наша корова, вона дуже змарніла за цей час. На диво, вціліла колгоспна ферма, і люди почали зводити туди своїх врятованих годувальниць».
Як згодом з'ясувалося, жертвою вогню стала наша сусідка, бабуня Лізавета Мельничук. Рештки її тіла були знайдені на попелищі її хати. Військове керівництво почало організовувати людей на збір та похорон загиблих. Багато тіл лежало на крихкому весняному льоду. Загиблих звозили звідусіль в центр села. Біля остова зруйнованого пам'ятника Леніну, викопали велику могилу, дно встелили шинелями, на них поклали загиблих та накрили зверху також шинелями і присипали землею, за яку вони віддали своє життя. У більшості загиблих під шинелями було цивільне вбрання. Як пізніше стало відомо, майже всі вони уродженці Житомирщини, і їх тільки-но мобілізували з визволених територій. Одночасно із захороненням загиблих військова адміністрація почала складати списки чоловіків від 18 до 55років. що підлягали мобілізації. Через декілька днів зібрали все населення села біля костьолу. Спочатку відправили під охороною заарештованих старосту села та хлопців-поліцаїв. За ними не було ніяких тяжких злочинів, тому їх засудили на 25 років таборів. Додому повернувся тільки один на прізвище Гуцал, а потім після коротких промов та побажань всіх, хто підлягав призову, вишукали в колону та повели до Волочиська на місце збору. Це були страшні проводи. Жінки та діти йшли за колоною через греблю селом на Федірки. Біля крайнього подвір'я в кінці села проводжаючих зупинили. Звідси, з пагорба, жінки крізь сльози дивились на силуети чоловіків, батьків та рідних, що віддалялися все далі і далі. Для багатьох з них це був останній шлях від рідної домівки. Вже через 45 кілометрів під Тернополем їх, не обмундированих і не обстріляних, кинули в бій біля села Заложці. Бої були дуже важкі та затяжні, Тернопіль переходив декілька разів із рук в руки. Із розповіді мого діда: « …Нам видали тільки шинелі та рушниці і під приводом, що ми три роки працювали на німців, погнали в атаку попереду регулярних військ».
Справа в тому, що першого серпня 1943 року вийшов наказ Народного комісара оборони за № 000348 «Про формування окремих штурмових стрілецьких батальйонів», у котрому зазначалося: "З метою надання можливості командно-начальственному складу, який знаходився тривалий час на територіях, окупованих супротивником, і не брав участі в партизанських загонах зі зброєю в руках, довести свою відданість Батьківщині, наказую: «… Використовувати батальйони на найактивніших ділянках фронту… Термін перебування особового складу в окремих штурмових стрілецьких батальйонах встановити два місяці участі в боях, або до нагородження орденом за проявлену доблесть, або до першого поранення, після чого особовий склад при наявності гарних атестацій може бути переведено в польові війська на відповідні посади …» Починаючи з першого вересня 1943 року бойове використання «штурмовиків» окремих батальйонів в принципі нічим не вирізнялися від штрафних, хоч були і свої особливості. Ті, хто в них знаходився, не були засудженими та не позбавлялись військового звання.
Як відомо, фронт через село проходив протягом трьох тижнів. Це наводить на думку, що бойові дії з визволення села були дуже млявими, а скоріш за все їх зовсім не було. Все зводилося до банальної перестрілки. Це можна пояснити другорядністю наступу, адже напрямок головного удару Червоної армії був спрямований на Тернопіль. Німецький загін, що утримував половину села на лівому березі річки Бовванець, скоріш за все прикривав відступ основних німецьких військ на нові рубежі за річку Збруч. Німецький загін був невеликий, але вони зручно розташували декілька кулеметів, що зводило нанівець спроби оволодіти селом. Один з кулеметів був встановлений в льосі управи (сільської ради). Саме він прикривав греблю та дзеркало ставу. У визволенні села не брала участі ні авіація, ні бронетехніка. Саме тривалі перестрілки привели до знищення села, а не результат звірства нацистів, як зазначено в історичній довідці. Відповідальність лягає на обидві сторони. Можна впевнено констатувати той факт, що німці спалили хати на правому березі річки, обстрілюючи його, а червоноармійці — хати на лівому березі. Мій дід Кобельник Ієронім Якович, котрий всі ці три тижні знаходився в селі, рятуючи хату, розповідав, що німці вночі стріляли освітлювальними ракетами, щоб було видно, а саме наші солдати стріляли запалювальними кулями по хатах. Він казав: «Хата горить години три-чотири, і навкруги все видно якна долоні. Догоріла, черга з автомата по другій хаті. Так за ніч в селі на дві хати менше». Можу припустити, що по хатах стріляли радянські офіцери, бо майже всі солдати були озброєні гвинтівками. Визволення села військовими діями також не відбулось. Німці, виконавши свою місію, самі покинули село вночі з 22 на 23 березня 1944 року та відійшли у напрямку Соломни.
Двоє вбитих німців, що захороненні в десяти метрах на північ від північно-західного кута костьолу (надгробки відсутні), складають страшне співвідношення, що наводить на думку про бездарне керівництво боєм. Тільки за один день 13 березня загинуло 18 бійців, Можливо, це була єдина спроба оволодіти селом. Атака була спланована бездумно, якщо не сказати злочинно, по льоду через став, що обійшлася такою ціною. Участь партизан у визволенні села виглядає зовсім фантастично. Сербинівський ліс має в поперечнику всього 400 м, а Завалійський — і того менше. Де там ховатися? До того ж, на початку війни в період безвладдя селяни потроху почали рубати дерева, а потім окупаційна влада і взагалі дозволила вирубку промислової деревини. Від лісу залишилось декілька дерев та кущі ліщини. Під час наступу Червоної армії в тому ж таки Завалійському лісі німці викопали капонір та встановили самохідну гармату (за описами очевидців то був (Hummel — джміль) або (Wespe — оса)), з якої обстрілювали станцію Війтівці. Місце в лісі, де стояла гармата, має назву «Жидівська яма», бо до того там начебто була землянка, у якій від німців переховувалися євреї. Самих партизанів за весь час окупації ніхто і в очі не бачив. Чули, що десь за Збручем щось відбувається, але це вже було наприкінці 1943 року. Одного разу через село вночі дуже тихо пройшли якісь люди, їх хтось побачив і ото казали, що то були партизани. Можливо, то була диверсійна група, метою якої був залізничний міст через Збруч, тому, мабуть, вони себе ніяк не проявили.

## Постаті
- Павенський Олександр Олександрович (1989—2016) — старший солдат Збройних сил України, учасник російсько-української війни.
- Серветник Станислав Мар'янович (1928—2017) — український художник, монументаліст.